# Haste the Day
Haste the Day est un groupe de metal chrétien et metalcore américain, originaire de Carmel, dans l'Indiana. Formé en 2001, et signé chez Solid State Records, le groupe est baptisé du nom d'un lyrique dans l'hymne It Is Well with My Soul de Horatio Spafford. Le groupe publie un EP intitulé That They May Know You, en 2002, suivi par cinq albums studio : Burning Bridges (2004), When Everything Falls (2005), Pressure the Hinges (2007), Dreamer (2008), et Attack of the Wolf King (2010). Le groupe se sépare en mars 2011, mais se reforme en 2014 et publie l'album Coward en 2015.

## Biographie

### Débuts (2001–2003)
Haste the Day est formé en 2001 à Carmel, dans l'Indiana. Le groupe est baptisé du nom d'un lyrique dans l'hymne It Is Well with My Soul de Horatio Spafford. Il est initialement formé comme un trio composé de Brennan Chaulk (guitare/chant), Devin Chaulk (batterie/chant), et Mike Murphy (basse/chant). Six mois après la formation, le groupe recrute Jason Barnes comme second guitariste. En 2002, le groupe recrute le chanteur Jimmy Ryan, ancien membre du groupe de death metal Upheaval entre 1997 et 1999. En été 2002, le groupe publie son premier EP, That They May Know You, accompagnée de la chanson Substance comme single. Un an plus tard, Haste the Day signe avec Solid State Records, compagnie sœur du label Tooth & Nail Records.

### DeBurning BridgesàPressure the Hinges(2004–2008)

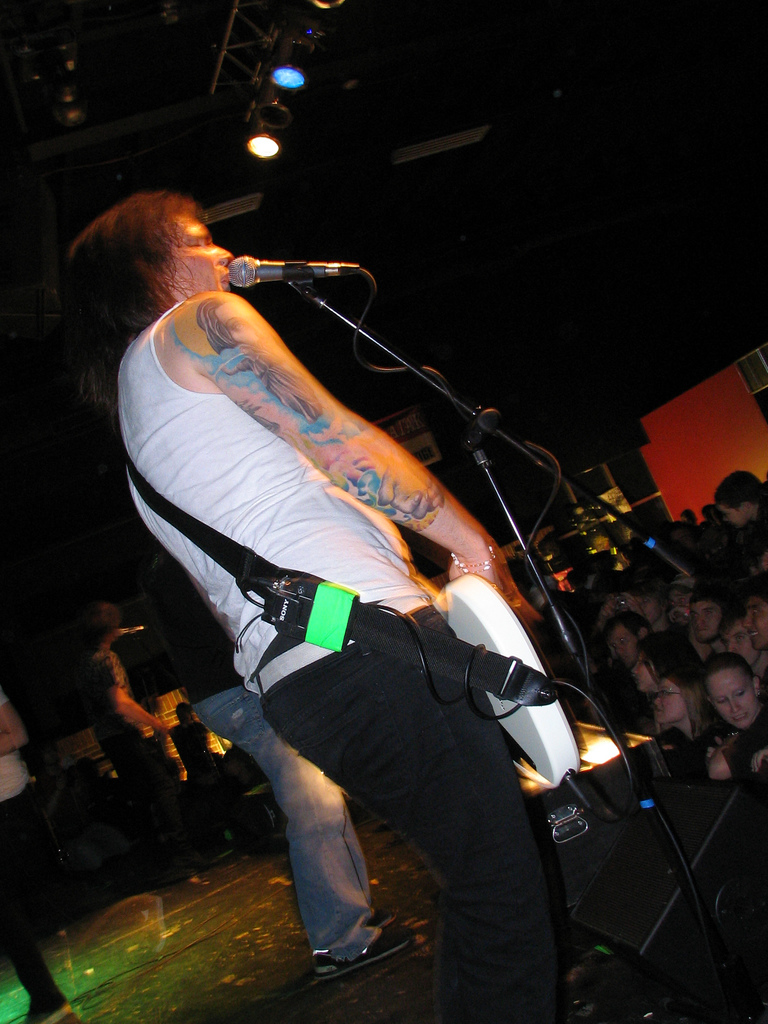
Haste the Day, en 2007.

Après sa signature à Solid State Records, Haste the Day enregistre son premier album, Burning Bridges qui est publié le 9 mars 2004 à la cafétéria de leur ancien lycée, le Carmel High School. Le groupe publie deux clips des chansons The Closest Thing to Closure et American Love. Après une année, Haste the Day publie When Everything Falls. L'album est publié le 28 juin 2005. Un clip est tourné pour le single-titre. À la fin de 2005, Jimmy Ryan annonce sa décision de quitter Haste the Day. Peu après, il se marie et accepte une place à Tooth & Nail Records. Son dernier concert avec Haste the Day se déroule à Indianapolis le 30 décembre 2005 ; il apparait cependant au Napalm and Noise Tour le 28 novembre 2009 à Indianapolis, et à leur dernier show à Indianapolis le 11 mars 2011. En 2012, il forme un groupe ambient appelé Trenches.
Les membres restants continuent lors d'une tournée européenne avec The Juliana Theory, accompagné par Stephen Keech du groupe de metal chrétien de Denver, New Day Awakening. Le 23 février 2006, Haste the Day révèle Keech comme leur nouveau chanteur permanent. Haste the Day publie un DVD en édition spéciale pour leur troisième album studio Pressure the Hinges. Le DVD comprend tous les clips du groupe. Le DVD est produit par Full Lock Media. Après avoir publié Pressure the Hinges et finissent leur tournée 12 Days of Christmas avec Calico System, Heavy Heavy Low Low et Flee the Seen. Le groupe entame une tournée avec From Autumn to Ashes et Maylene and the Sons of Disaster.
Le groupe passe l'été 2007 au Vans Warped Tour suivi de concerts avec Atreyu. Haste the Day termine 2007 avec une tournée nationale aux côtés de As I Lay Dying avant de prendre une pause à Noël. En janvier 2008, Haste the Day part dans une tournée américaine avec Scary Kids Scaring Kids, Drop Dead, Gorgeous et le groupe d'Indianapolis Gwen Stacy. Haste the Day participe à l'album It's a Punk Rock Christmas, avec la chanson O come, O come, Emmanuel.

### Dreamer(2008–2009)
Le 17 juillet 2008, le groupe annonce le départ du guitariste Jason Barnes, le groupe lui ayant demandé de partir après avoir résilié sa foi chrétienne. Le groupe annonce son remplacement par Dave Krysl, un ami, qui participera à leur tournée prochaine. Le 12 août 2008, une nouvelle chanson intitulée 68 est publiée sur Myspace.
Entre octobre et novembre 2008, Haste the Day joue à la tournée The Anti–Mother Tour de Norma Jean. La tournée  fait participer plusieurs groupes signés à Solid State Records comme The Showdown, Mychildren Mybride, Children 18:3, et Oh, Sleeper. Le 14 octobre 2008, le quatrième album de Haste the Day, Dreamer, est publié à Solid State Records. Le groupe annonce que la tournée 12 Days of Christmas sera la dernière aux côtés de leur batteur Devin Chaulk. Le 20 décembre 2008, le groupe termine sa tournée avec Devin Chaulk à Indianapolis. Giuseppe Capolupo, ancien membre de Demise of Eros et Once Nothing, endosse peu après le rôle de batteur.
Le 24 février 2009, le clip de leur single Mad Man est publié sur MySpace. Le groupe lance la tournée Saints and Sinners Tour avec Brokencyde, Senses Fail et Hollywood Undead le 27 février 2009. En mai 2009, ils participent à une tournée en six concerts en Afrique du Sud.

### Attack of the Wolf Kinget séparation (2010–2011)
Haste the Day enregistre son cinquième album, Attack of the Wolf King au studio Andreas Magnusson de Richmond, en Virginie, et l'album est publié le 29 juin 2010. Le premier single, Travesty, est publié sur MySpace le 4 mai 2010. Le 29 juin 2010, Haste the Day célèbre la sortie de Attack of the Wolf King à Bloomington, Indiana, avec la formation originale (Jimmy, Brennan, Jason, Mike et Devin) qui revient jouer sur scène pour la première fois depuis décembre 2005. Haste tourne en soutien au nouvel album avec MyChildren MyBride et Upon a Burning Body. Haste the Day joue au Glamour Kills Stage du Vans Warped Tour, suivi par la tournée Destabilize North America Tour avec Enter Shikari en octobre et novembre.
Le groupe annonce sa séparation le 22 novembre 2010. Le lendemain, le 23 novembre, les trois premiers albums sont réédités en un coffret intitulé Concerning the Way It Was. Leur tournée qui suit s'effectue entre février et mars 2011, avec MyChildren MyBride, The Chariot et A Plea for Purging.

### Haste the Day vs. Haste the Day(2011)
Le groupe publie un CD et DVD live intitulé Haste the Day vs. Haste the Day, le 13 septembre 2011. Il comprend les membres originaux et la dernière formation du groupe jouant à leur concert de Bloomington, Indiana, le 29 juin 2010.

### Reformation etCoward(depuis 2014)
Le groupe publie une photo en 2014. Le 29 janvier 2014, un nouveau site web du groupe est lancé. Le 14 février 2014, la réunion de Haste the Day est annoncée pour la nuit du 2 mai afin de célébrer le dixième anniversaire de l'album Burning Bridges,,. Le groupe annonce par la suite l'enregistrement d'un nouvel album. Le 15 août 2014, le groupe lance un appel au don sur Indiegogo pour leur nouvel album. Le chanteur Stephen Keech est annoncé pour la production de l'album, avec Matt Goldman au mixage audio. L'album est annoncé au label Solid State Records pour le 19 mai 2015.
Le 23 avril 2015, World, le single-titre de l'album Coward, est publié en ligne, et l'album est publié à la date annoncée, le 19 mai 2015.

## Membres

### Membres actuels
- Jimmy Ryan - chant (2002–2005, depuis 2014)
- Stephen Keech - chant solo (2006–2011, depuis 2014)
- Brennan Chaulk - guitare rythmique, chant clair (2001–2009, depuis 2014)
- Scotty Whelan - guitare solo, chœurs (2009–2011, depuis 2014)
- Dave Krysl - guitare solo (2009–2011, depuis 2014)
- Mike Murphy - basse, chœurs (2001–2011, depuis 2014)
- Giuseppe « Joey » Antonio Capolupo - batterie, percussions (2009–2011, depuis 2014)

### Anciens membres
- Jason Barnes 	- guitare solo (2001–2008)
- Devin Chaulk - batterie, percussions, chant clair (2001–2008)

## Discographie

### Albums studio
- 2004 : Burning Bridges
- 2005 : When Everything Falls
- 2007 : Pressure the Hinges
- 2008 : Dreamer
- 2010 : Attack of the Wolf King
- 2015 : Coward

### EPs
- 2002 : That They May Know You
- 2007 : Stiches/Deth Kult Social Club

### Compilations
- 2010 : Concerning the Way It Was
- 2012 : Best of the Best

### DVD
- 2011 : Haste the Day vs. Haste the Day